# Llepassa

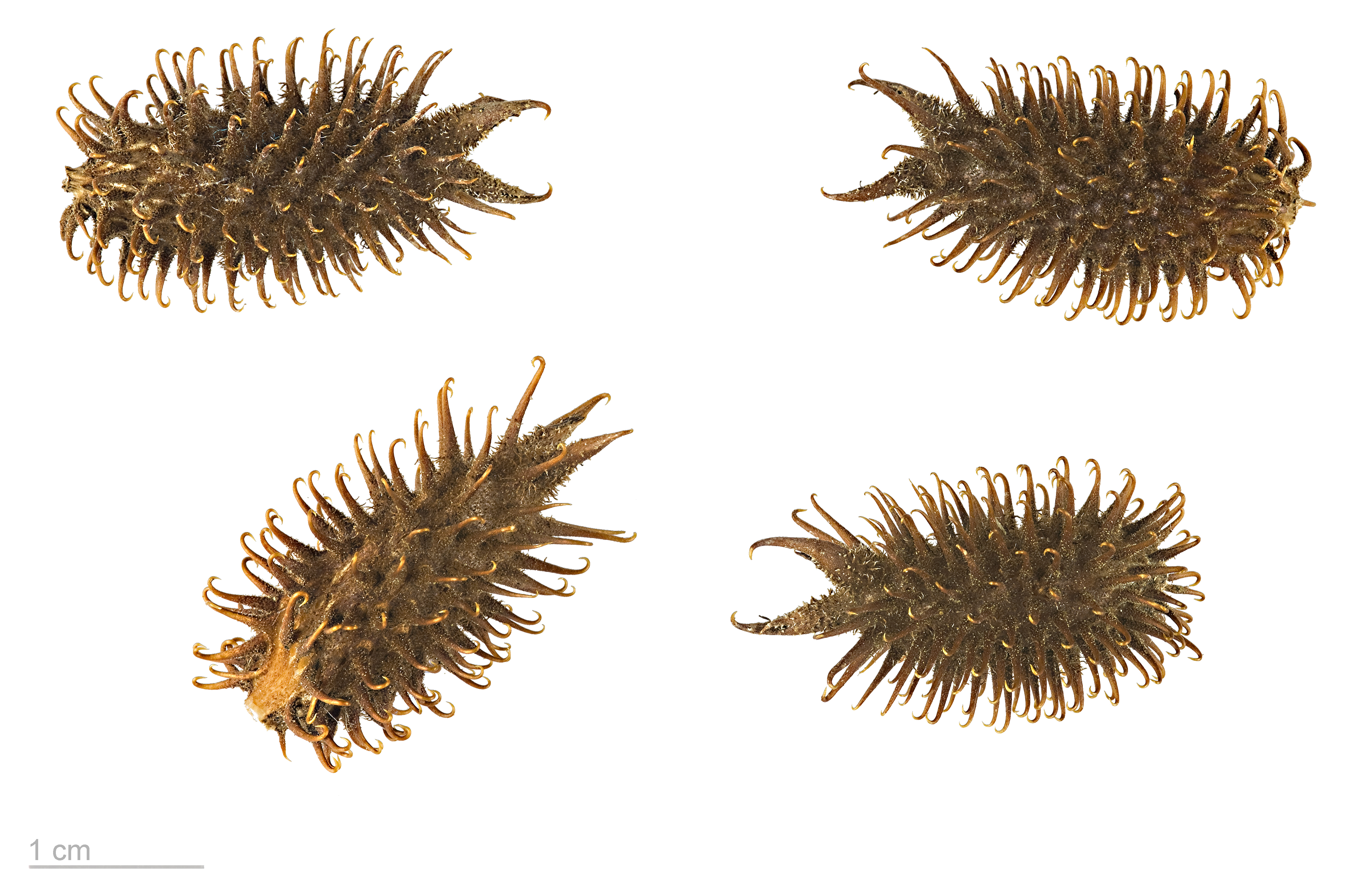
Xanthium strumarium

La llapassa, repalassa borda o bardana borda (Xanthium strumarium) és una planta del gènere Xanthium de la família Asteraceae. Les llepasses són plantes teròfites. La mata recorda a la mata de l'albergínia per les seves dimensions i aspecte general. La tija no presenta espines i les fulles són glauques, amples, grans i amb llargs pecíols. Els fruits són espinosos i tenen petits ganxos molt durs a la punta de les punxes. Aquests fan que s'enganxin a la roba, els cabells o la pell, fet que ha causat que s'hagin estès arreu del món portades per viatgers o animals. Aquestes plantes només es poden propagar a través de llavors. Els herbicides aconsegueixen matar la planta però no eliminen la viabilitat de les llavors. L'inventor del velcro es va inspirar en les llavors de les plantes del gènere Xanthium per fabricar el seu producte. El velcro reprodueix el sistema d'adherència de les llavors d'aquestes plantes.

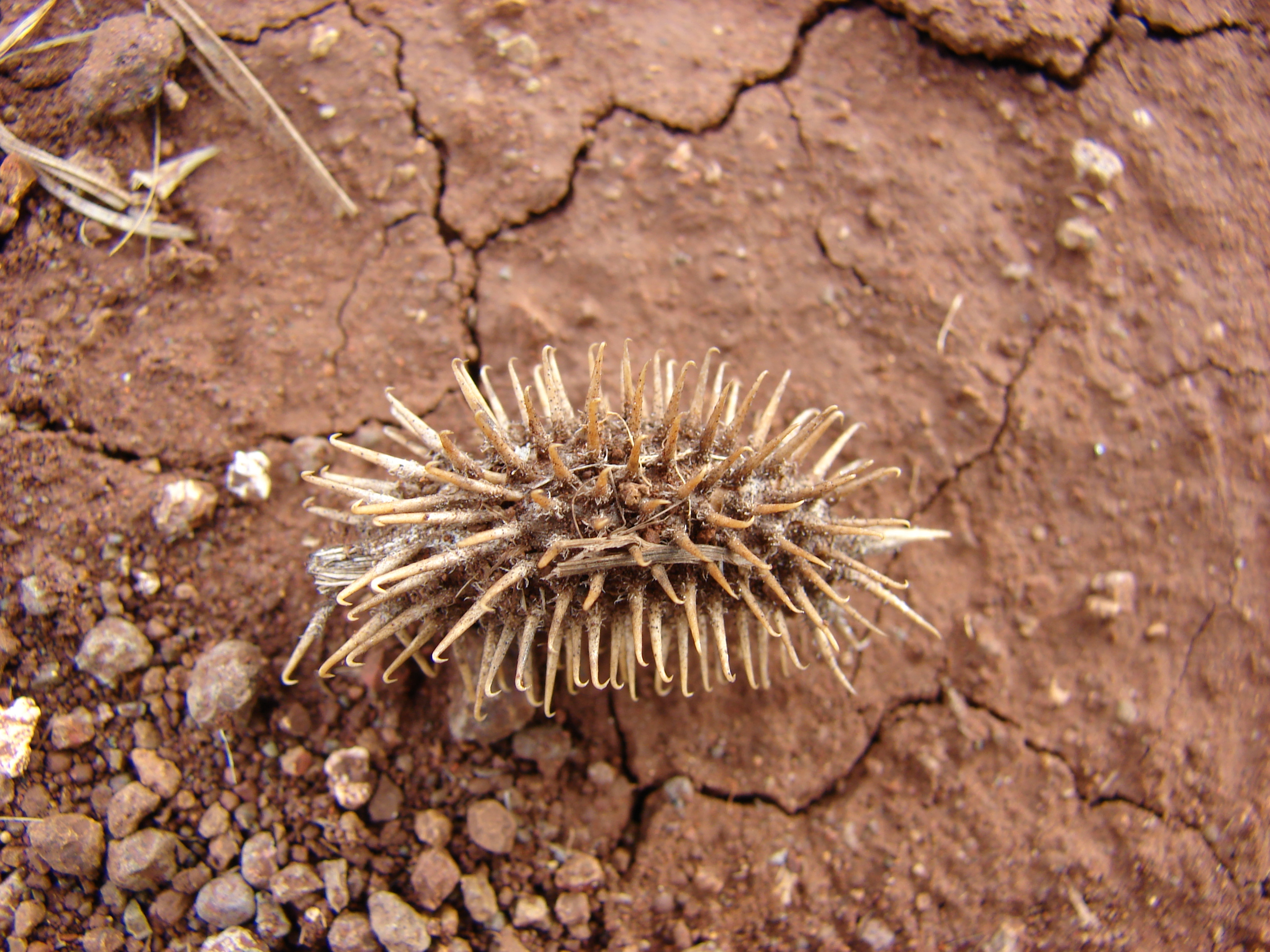
Llavor de la llepassa Xanthium strumarium var. canadense.

## Distribució
Les llepasses varen ser introduïdes d'Amèrica del Nord a Europa i en general a gran part del món. Als Països Catalans és present a tot el territori fins als 1.300 metres d'altitud, preferint en general sòls secs. Sovint envaeixen els camps de conreu com a mala herba i També poden formar part d'herbassars ruderals.

## Usos
La llepassa té valor medicinal i certes parts de la planta s'empraven a la medicina tradicional casolana. Hi ha llocs al món a on es mengen les fulles tendres bullides, car crues serien verinoses. Les llavors contenen olis essencials.
De les fulles seques es pot obtenir taní. També es pot obtenir un colorant groc.